# Norra Maléatollen
Norra Maléatollen är en geografisk atoll i Maldiverna. I atollen ligger huvudstaden Malé, som utgör en egen kommun, samt norra delen av den administrativa atollen Kaafu. Norra Maléatollen består av cirka 50 öar varav åtta öar är bebodda. Dessa är i huvudstadsområdet öarna Malé, Villingili, Hulhulé och Hulhumalé. I resten av atollen är öarna Dhiffushi, Himmafushi, Huraa och Thulusdhoo bebodda. Dessutom finns turistanläggningar på ett stort antal öar, dessa räknas officiellt som obebodda.